# 제프 캘훈
제프 캘훈(영어: Jeff Calhoun)은 미국의 안무가이다. 공연 감독·안무가·연출가(1960~ ).